# Системология
Системология (от др.-греч. σύστημα — целое, составленное из частей; λόγος — «слово», «мысль», «смысл», «понятие») — теория сложных систем; фундаментальная инженерная наука, устанавливающая общие законы потенциальной эффективности сложных материальных систем как технической, так и биологической природы.